# Philippe Beaudry

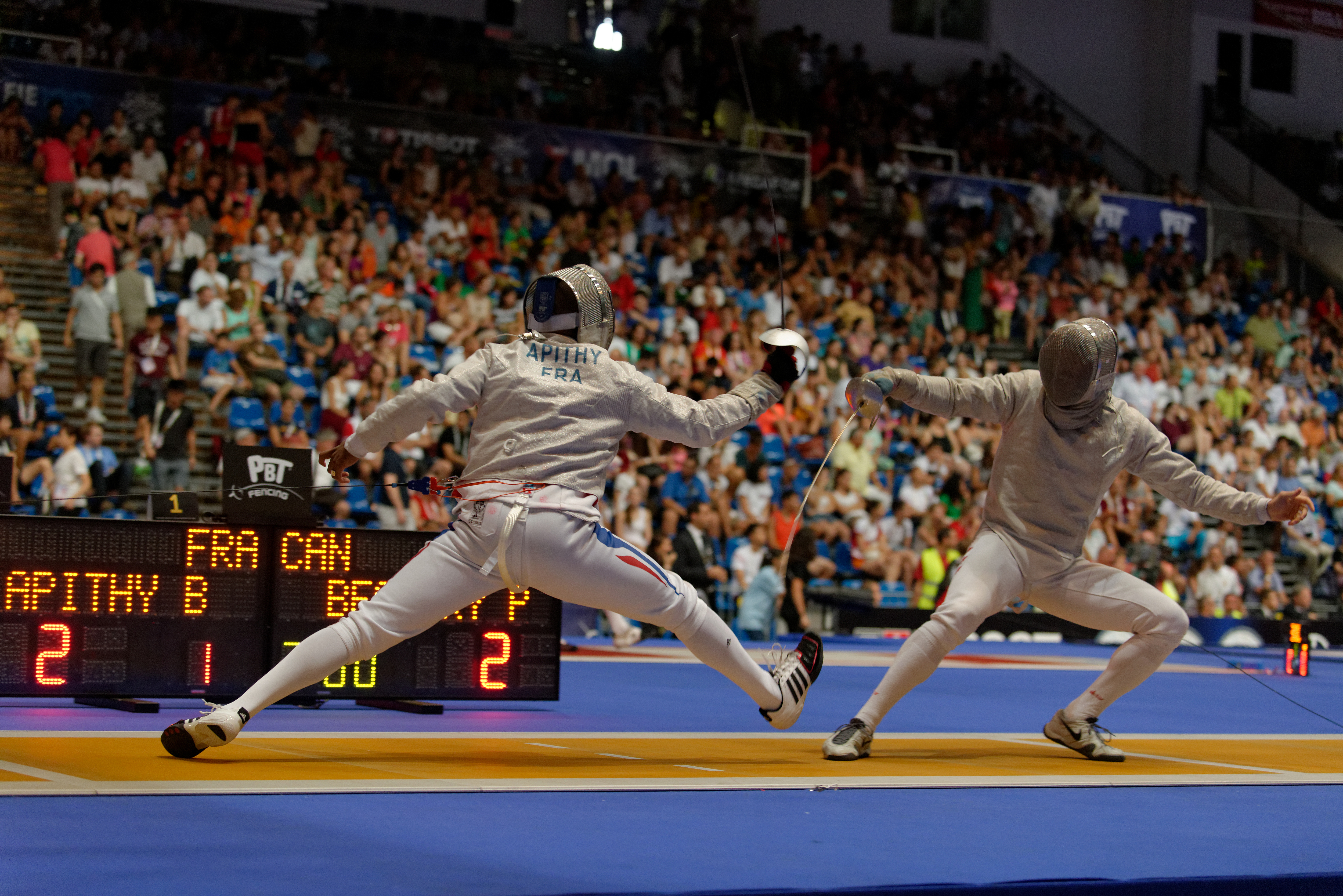
In azione contro il francese Boladé Apithy

Philippe Beaudry (Sherbrooke, 16 marzo 1987) è uno schermidore canadese, specializzato nella sciabola.

## Palmarès
In carriera ha conseguito i seguenti risultati:
- Giochi Panamericani:

Rio de Janeiro 2007: oro nella sciabola individuale ed argento a squadre.
Guadalajara 2011: oro nella sciabola individuale ed argento a squadre.